# Mateo Carabajal
Mateo Carabajal (ur. 21 lutego 1997 w Pehuajó) – argentyński piłkarz występujący na pozycji środkowego obrońcy, od 2021 roku zawodnik ekwadorskiego Independiente del Valle.